# Daniela Blume
Alexandra García Mezcua, más conocida como Daniela Blume (Mataró, 9 de febrero de 1985), es una colaboradora de televisión, presentadora, sexóloga, locutora de radio y actriz porno española.

## Biografía
Estudió Psicología tres años en Canadá y en su regreso a España trabajó como estríper en la Sala Bagdad de Barcelona. Más tarde, dio sus primeros pasos en televisión en el programa de Telecinco Crónicas marcianas hasta su fin, en julio de 2005.
Tras ello, continuó en Telecinco como reportera en el programa TNT, dirigido por Jordi González. Además, trabajó como estríper y como colaboradora en el programa Condició femenina de Canal Català TV. En junio de 2007, posa para la revista Interviú.
En 2009, participó en Supervivientes: Perdidos en Honduras en Telecinco. Fue la cara favorita del público que, tras salvarla de tres nominaciones, le concedió su ansiado deseo de salir del concurso y terminó convirtiéndose en la octava expulsada tras 56 días en la isla. Ese mismo año trabaja, ocasionalmente, como colaborada en el programa Sálvame.
En el verano de 2011, presentó el programa de Antena 3 Comer, beber y amar. En 2013, participó en el programa de Antena 3, Splash! Famosos al agua, donde llegó hasta la final. El jurado puntuó con 9,5 su último salto en el programa, la puntuación más alta hasta aquel entonces, pero el público decidió que el ganador fuese el exgimnasta Gervasio Deferr (ganador de tres medallas Olímpicas). Finalmente, Daniela acabaría en tercera posición.
Desde septiembre de 2007 hasta julio de 2013, fue locutora en el programa radiofónico Ponte a prueba, en Europa FM. En 2009, escribió junto al director del programa, Uri Sabat, un libro titulado El Manual de Ponte a Prueba. Desde el 26 de agosto de 2013 y hasta julio de 2016 colaboró con Uri Sabat en el show radiofónico No te cortes, de Los 40 Principales. En octubre de aquel mismo año, fue elegida la 13.ª mujer más sexy del mundo, según la revista FHM.
A principios de septiembre de 2016, apareció como invitada especial en el programa de Antena 3 1,2,3... hipnotízame, junto a otros famosos como Mario Vaquerizo, Patricia Montero o Santi Rodríguez. Además, durante los meses de septiembre y octubre, participa como comentarista en GH 17: Límite 48 Horas, hasta la cancelación del mismo programa especial del reality por sus discretos datos de audiencia. El 28 de diciembre se confirmó mediante una promoción publicitaria de GH VIP 5 la participación de Blume para la nueva edición de famosos, que se estrenó el 8 de enero de 2017. El 13 de abril de 2017 se proclamó como segunda finalista de la quinta edición de Gran Hermano VIP.
En 2017 apareció como invitada en un programa de Samanta y... relacionado con el sexo presentado por Samanta Villar. Ese mismo año, fichó por Santiago Segura para participar en la película Sin rodeos. Más adelante, ha aparecido en las películas Padre no hay más que uno y ¡A todo tren! Destino Asturias, del mismo director.
En 2024 se confirma como colaboradora del programa Pasa sin llamar, presentado por Alba Carrillo en TVE

## Trayectoria

### Programas de televisión
| Año         | Título                      | Cadena           | Notas                       |
| ----------- | --------------------------- | ---------------- | --------------------------- |
| 2003 - 2005 | Crónicas marcianas          | Telecinco        | Colaboradora                |
| 2005 - 2007 | TNT                         | Telecinco        | Reportera                   |
| 2007        | Condició femenina           | Canal Català TV  | Colaboradora                |
| 2008        | Vacances pagades            | TV3              | Colaboradora                |
| 2009        | Supervivientes              | Telecinco        | Concursante (8.ª expulsada) |
| 2010        | Sálvame                     | Telecinco        | Colaboradora                |
| 2010 - 2015 | El debate de Supervivientes | Telecinco        | Colaboradora                |
| 2011        | Comer, beber y amar         | Antena 3         | Presentadora                |
| 2013        | Splash! Famosos al agua     | Antena 3         | Concursante (3.ª finalista) |
| 2014 - 2015 | Premios 40 Principales      | Divinity y 40 TV | Presentadora                |
| 2016        | 1, 2, 3... Hipnotízame      | Antena 3         | Invitada                    |
| 2016        | GH 17: Límite 48 horas      | Telecinco        | Colaboradora                |
| 2017        | Gran Hermano VIP 5          | Telecinco        | Concursante (2.ª finalista) |
| 2017        | Samanta y...                | Cuatro           | Invitada especial           |
| 2021        | Deslenguados                | La 1             | Invitada especial           |
| 2023        | Días de tele                | La 1             | Invitada                    |
| 2024        | Col•lapse                   | 3Cat             | Invitada                    |

### Programas de radio
| Año         | Título                 | Emisora            | Notas        |
| ----------- | ---------------------- | ------------------ | ------------ |
| 2007 - 2013 | Ponte a prueba         | Europa FM          | Presentadora |
| 2013 - 2016 | No te cortes           | Los 40 Principales | Presentadora |
| 2014 - 2015 | Premios 40 Principales | Los 40 Principales | Presentadora |

### Películas
| Año  | Título                         | Personaje           | Director          | Notas            |
| ---- | ------------------------------ | ------------------- | ----------------- | ---------------- |
| 2005 | Que glande es el cine          | Mujer               | Juanma Bajo Ulloa | Cortometraje     |
| 2013 | Alpha                          | Astrid              | Joan Cutrina      | Papel secundario |
| 2018 | Sin rodeos                     | Empresaria italiana | Santiago Segura   | Papel menor      |
| 2019 | Padre no hay más que uno       | Directora jefa      | Santiago Segura   | Papel menor      |
| 2021 | ¡A todo tren! Destino Asturias | Chica cafetería     | Santiago Segura   | Papel menor      |

### Series de televisión
| Año  | Título               | Personaje  | Notas      |
| ---- | -------------------- | ---------- | ---------- |
| 2008 | El cor de la ciutat  | Prostituta | 1 episodio |
| 2010 | La Riera             | Clienta    | 1 episodio |
| 2019 | Badoo Dating Stories | Rosa       | 1 episodio |

## Libros
- Sabat, Oriol; Blume, Daniela (2009). El manual de ponte a prueba. EDB No Ficción. p. 208. ISBN 978-8466641852.